# Cospatrick (Schiff)
Die Cospatrick war eine Dreimast-Blackwall-Fregatte der britischen Reederei Shaw, Savill & Company, die in der Mitte des 19. Jahrhunderts Passagiere und Fracht von Großbritannien nach Neuseeland brachte und dabei hauptsächlich Auswanderer beförderte. Am 17. November 1874 brannte die Cospatrick, die mit 470 Menschen an Bord auf dem Weg nach Auckland war, etwa 640 km südlich vom Kap der Guten Hoffnung aus ungeklärter Ursache ab und sank. Nur zwei Rettungsboote mit etwa 60 Menschen konnten entkommen. Ein Boot mit fünf Menschen, von denen zwei nach der Rettung starben, wurde zehn Tage später gefunden, das andere Boot blieb spurlos verschwunden. Die Geretteten hatten durch Kannibalismus an Verstorbenen aus dem Boot überlebt.

## Das Schiff
Das aus Teakholz gebaute 58 m lange Vollschiff wurde 1856 in Moulmein, Burma (heute Mawlamyine, Myanmar) für den prominenten Londoner Schiffseigner, Weinhändler und Millionär Duncan Dunbar (1804–1862) gebaut. Sie war ein Segelschiff des Typs Blackwall, der zwischen den 1830ern und den 1870ern sehr verbreitet war. Lloyd’s Register of Shipping ordnete die Cospatrick in die höchstmögliche Kategorie, 1A, ein.
Nach Dunbars Tod 1862 wurde das Schiff an Smith, Fleming & Company in London verkauft. Den größten Teil ihrer Dienstzeit wurde die Cospatrick auf Fahrten von Großbritannien nach Indien eingesetzt, auf denen sie Passagiere, Fracht und gelegentlich auch Truppenteile transportierte. Sie unternahm aber auch zwei Fahrten nach Australien. 1863 legte sie zusammen mit zwei anderen Schiffen im Persischen Golf ein telegrafisches Unterwasserkabel.
1873 wurde das Schiff an die in London ansässige Reederei Shaw, Savill & Co. verkauft, für die sie in regelmäßigen Abständen von Gravesend (England) nach Auckland (Neuseeland) fuhr. Aufgrund der Auswanderung florierte das Unternehmen, das zahlreiche Schiffe auf dieser Route einsetzte. Aus Shaw, Savill & Company ging 1882 die Shaw, Savill & Albion Steamship Company hervor.

## Untergang

### Ursache und Verlauf
Am Freitag, dem 11. September 1874 legte die Cospatrick unter dem Kommando von Kapitän Alexander Elmslie in Gravesend zu einer weiteren Fahrt nach Neuseeland ab. Es war erst ihre zweite Fahrt im Dienst von Shaw, Savill & Company. Der 39-jährige Elmslie war jahrelang der Erste Offizier der Cospatrick gewesen und war mit der Übernahme des Schiffs durch Shaw, Savill & Company zum Kapitän aufgestiegen. Er wurde auf dieser Fahrt von seiner Frau Henrietta und seinem vierjährigen Sohn Alexander begleitet. Das Schiff hatte auch auf dieser Fahrt wieder Post der britischen Regierung an Bord. An Bord waren neben 44 Besatzungsmitgliedern 433 Passagiere, fast ausnahmslos britische Auswanderer, die sich in Neuseeland eine neue Existenz aufbauen wollten. Unter den Passagieren waren 125 Frauen und 126 Kinder. Während der Reise verstarben acht Kleinkinder, eines wurde geboren. Somit waren zum Zeitpunkt des Unglücks 470 Menschen an Bord des Schiffs.
Gegen 00.45 Uhr nachts am Donnerstag, dem 17. November 1874 nahm der Zweite Offizier, Charles Henry Macdonald, gegen Ende seiner Wache den plötzlichen starken Geruch von Rauch wahr. Die Cospatrick befand sich zu diesem Zeitpunkt etwa 640 km südwestlich vom Kap der Guten Hoffnung. Als er an Deck ging, um Alarm zu schlagen, erkannte er, dass das Feuer in einem Lagerraum ausgebrochen war, der mit vielen leicht brennbaren Dingen wie Teer, Werg, Farbe, Pech und Firnis gefüllt war. Die Mannschaft fand sich ein, um die Feuerlöschschläuche zu bedienen, während der Kapitän versuchte, die Cospatrick gegen den Wind zu drehen, um zu verhindern, dass der Wind die Flammen anfachte. Das Feuer griff rasend schnell um sich, sodass an Bord Panik ausbrach. Etwa eine halbe Stunde nach Entdeckung des Rauchs brannte fast das gesamte Oberdeck. Der Wind trieb die Flammen zur Backbordseite, was die Rettungsboote auf jener Seite nutzlos machte. Die meisten Passagiere drängten daraufhin nach Steuerbord und stürmten die dort hängenden Boote. Eines stürzte überfüllt mit dem Heck voran ins Wasser und kenterte.
Nacheinander stürzten die drei Masten um, prallten auf das Deck und erschlugen zahlreiche Menschen. Nachdem das Heck des Schiffs explodiert war, ging die Cospatrick innerhalb kürzester Zeit unter. Kapitän Elmslie blieb bis zuletzt auf dem Schiff. Er schubste seine Frau und seinen Sohn über Bord und sprang hinterher. Ihm folgte der Schiffsarzt Dr. James F. Cadle. Alle vier ertranken. Es waren insgesamt fünf Rettungsboote vorhanden, die zusammen 187 Menschen aufnehmen konnten, aber nur eines davon konnte sicher zu Wasser gelassen werden. Das gekenterte Boot konnte von den überlebenden Insassen wieder aufgerichtet werden. Insgesamt 61 Menschen überlebten den Untergang in den beiden Rettungsbooten. Eines wurde vom Ersten Offizier Charles Romaine kommandiert, das andere vom Zweiten Offizier Macdonald.

### Die Rettungsboote
In der Nacht zum 21. November verschwand Romaines Boot in einem Sturm. Es hatte insgesamt sieben Besatzungsmitglieder und 25 Passagiere an Bord gehabt. Die Überlebenden im zweiten Boot drifteten zehn Tage lang etwa 800 km im Ozean. Nach und nach starben die meisten Bootsinsassen; um zu überleben, kam es unter den restlichen Schiffbrüchigen zu Kannibalismus.
Am 27. November 1874 wurde das Boot, in dem sich noch fünf lebende Menschen befanden, von dem Schiff British Sceptre unter Kapitän Jahnke gefunden. Zwei von ihnen, ein Passagier und ein Seemann, starben nach der Rettung. Die drei Überlebenden waren der Zweite Offizier Henry Macdonald, der Schiffszimmermann Thomas Lewis von der Insel Anglesey und der 18-jährige Seemann Edward Cotter. Die British Sceptre lief am 6. Dezember auf St. Helena ein. Von dort aus wurden die Geretteten von dem Postdampfer Nyanza nach Großbritannien zurückgebracht.
Mit 467 Toten ist die Cospatrick-Katastrophe einer der schwersten Schiffsunfälle in der Geschichte der Auswanderung. Die genaue Ursache des Feuers konnte nie aufgeklärt werden. Eine dem Unglück folgende Untersuchung hielt es für möglich, dass eine offene Kerze, aber auch Selbstentzündung zu dem Brand geführt haben könnten. Die Tatsache, dass es zu wenige Rettungsboote gegeben hatte, sorgte für großen Aufruhr. Neue Regelungen in dieser Richtung wurden jedoch nicht eingeführt.

## Berichterstattung
Ein Telegramm über den Untergang ging der Londoner Zeitung The Times erst am Weihnachtstag zu und wurde wegen der Feiertage erst am 29. Dezember 1874 veröffentlicht:

„‚Cospatrick‘ verbrannte am 19. November; der zweite Officier und zwei Matrosen wurden am 27. vom Schiffe ‚British Sceptre‘ aufgefischt und  am 6. December hier gelandet. Man befürchtet, daß der Ueberrest der Mannschaft und Passagiere verloren sei.“

Die Presse berichtete auch über Kannibalismus:

„Das Schiff ‚Cospatrick‘ mit 400 Emigranten und 41 Matrosen verbrannte am Dienstag den 17. November, Mittags, unterm 37. Breitegrade. Bis jetzt weiß man nur von drei Ueberlebenden, dem zweiten Steuermann und zwei Matrosen, welche durch das englische Schiff ‚Scepter‘ [sic!] von Liverpool aufgenommen wurden, nachdem sie zehn Tage in einem Boote zugebracht hatten und währenddem von dem Fleische und Blute anderer Seeleute, die im Boote gestorben waren, sich nährten. Die Ueberlebenden gehen heute an Bord des ‚Nyanza‘ von Neapel.“

„Das englische Schiff ‚Scepter‘, von Calcutta nach Dundee gehend, legte am 26. November in St. Helena an, nachdem es am 27. November unter dem 28. Breitengrad ein Boot aufgenommen, welches Macdonald, den zweiten Steuermann; Thomas Levis, James Cotter und R. Hamilton, Matrosen vom Schiff ‚Cospatrick‘, enthielt. Der Capitän des Schiffes war Elmslie. Das Schiff ‚Cospatrick‘ fing am 17. November unter 37 Grad Breite und 12 Grad Länge Feuer; die vier Leute befanden sich im Boote ohne Wasser und ohne irgen deine Nahrung und von ihnen starb Hamilton im Zustande des Wahnsinns, nachdem er an Bord des ‚Scepter‘ gebracht worden war.“

„Macdonald, der zweite Steuermann, meldet, daß um Mitternacht des 17. November der erste Allarm gegeben wurde, daß das Schiff brenne. Man glaubte damals, daß das Unglück sich im Verschluß des Prodiantmeisters ereignet hätte. Gleich darauf machte man die äußersten Anstrengungen, um das Feuer zu löschen, allein es wuchs fortwährend. Alle Bemühungen waren vergebens und nach Verlauf von wenigen Stunden, seitdem das erste Signal gegeben worden, war das Schiff eine Flammenmasse. Nachdem der Schiffskörper schon ganz ausgebrannt war, trieb er noch weiter auf dem Wasser und die Boote blieben zu Seiten des Schiffes bis Donnerstag, den 19. November, als es sank. Capitän Elmslie mit seiner Frau und dem Arzte Dr. Cadle blieben bei dem Schiffe bis zum letzten Momente, sprangen dann über Bord und ertranken. Der erste Officier, Charles Romain, mit fünf Seeleuten und fünfundzwanzig Passagiere hatten sich in ein besonderes Boot gerettet, welches demjenigen, das zwei Tage später vom ‚Scepter‘ aufgenommen wurde, Gesellschaft leistete; dann wurden sie durch heftigen Sturm getrennt; was dann aus
ihnen wurde, ist nicht bekannt. Macdonald's Leidensgeschichte ist erschütternd; er ist der Ansicht, daß er, Lewis und Cotter die einzigen Ueberlebenden aus der ganzen Anzahl von vierhundertsechsundsiebzig Seelen sind. […] Die Listen der Passagiere […] weisen meistens Namen von Arbeitern und Arbeiterinnen auf, die nach Neuseeland gehen wollten, um dort Arbeit zu finden.“